# Louis Dubreuil
Pour les articles homonymes, voir Dubreuil.
Ne doit pas être confondu avec Louis Dubreuilh, Louis Dubreuil-Chambardel ou Louis-Anne Dubreil.
Louis Dubreuil, né le 30 décembre 1873 à Canteleu et mort le 27 novembre 1943 à Rouen, est un homme politique français.

## Biographie
Louis Dubreuil est courtier avant la Première Guerre mondiale.
Il participe à l'offensive de Champagne avec le 205e régiment d'infanterie et est blessé grièvement à l'œil gauche par une balle le 29 septembre 1915 à La Croix-en-Champagne. Transporté à Paris, il séjourne 29 mois à l'hôpital. Il est décoré de la Croix de guerre 1914-1918 et de la médaille militaire en 1916, et de la Légion d'honneur en 1923.
Il est conseiller municipal de Rouen (1919), puis conseiller général de la Seine-Inférieure dans le 5e canton de Rouen, maire de Rouen de 1922 à 1928 et député de 1924 à 1928. Sa responsabilité de l'incendie de l'hôtel de ville en 1926 ayant été mise en cause, il démissionna lors des élections d'avril 1928.
Il est membre de l'Académie des sciences, belles-lettres et arts de Rouen en 1921, de la Commission départementale des antiquités de la Seine-Inférieure, de la Société des amis des monuments rouennais, de la Société industrielle de Rouen et de la Société normande de géographie.
Il meurt à son domicile, 106 route de Neufchâtel, des suites d'une longue maladie. Sa sépulture se trouve au cimetière monumental de Rouen, carré V1-3.

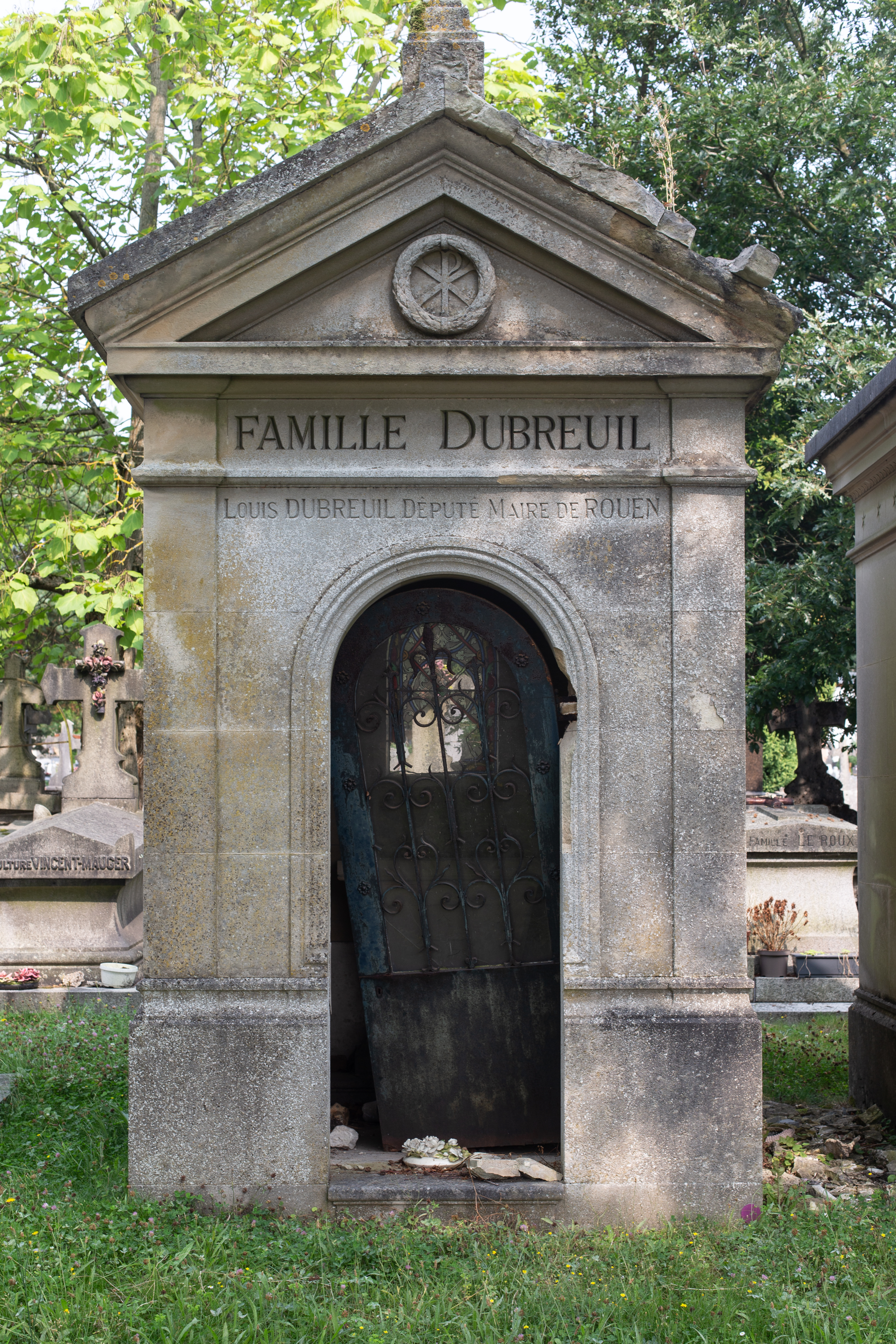
Sépulture de Louis Dubreuil.

Une rue de Rouen porte son nom.

## Distinctions
- Médaille militaire (1916)[3]
- Croix de guerre 1914–1918, palme de bronze (1916)[3]
- Officier de la Légion d'honneur (1934)[4]